# HMS Trouncer (D85)
Авіаносець «Траунсер» (англ. HMS Trouncer (D85))) — ескортний авіаносець США часів Другої світової війни типу «Боуг» (2 група, тип «Ameer»/«Ruler»), переданий ВМС Великої Британії за програмою ленд-лізу.

## Історія створення
Авіаносець «Траунсер» був закладений 1 лютого 1943 року на верфі «Seattle-Tacoma Shipbuilding Corporation» під назвою «USS Perdido (CVE-47)». Спущений на воду 16 червня 1943 року. Переданий ВМС Великої Британії, вступив у стрій під назвою «Траунсер» 31 січня 1944 року.

## Історія служби
Після вступу у стрій «Траунсер» перейшов в Англію у серпні 1944 року, де використовувався як навчальний авіаносець.
Навесні 1945 року авіаносець перейшов на Тихий океан, де здійснював перевезення літаків.
3 березня 1946 року авіаносець «Траунсер» був повернутий США, де був виключений зі списків флоту і незабаром переобладнаний на торгове судно «Greystroke Castle». У 1967 році воно було перейменоване на «Gallic», у 1959 році — на «Berinnes».
Корабель був проданий на злам у 1973 році, розібраний на метал на Тайвані.